# 大阪府立国際児童文学館
大阪府立国際児童文学館（おおさかふりつこくさいじどうぶんがくかん）は、2009年12月27日まで大阪府吹田市の万博記念公園内に所在し、日本国内外の児童書や関連書籍を収集し、研究を行っていた文学館・専門図書館。略称はIICLO（イイクロ）。2010年に運営が大阪府立中央図書館国際児童文学館に引き継がれ、場所も当該図書館内へと移動した。

## 概要
1979年（昭和54年）の国際児童年を記念して事業が計画され、滋賀県と激しい誘致合戦を繰り広げた末に児童文学研究者・鳥越信から12万点に及ぶコレクションの寄贈を受け1980年（昭和55年）に準備組織として財団法人大阪国際児童文学館を設立。1984年（昭和59年）5月5日（こどもの日）に開館した。
同年10月14日には、第39回国民体育大会のために大阪入りした昭和天皇の行幸先の一つとなった。
館の設計は大阪府建築部営繕室が行い、1998年（平成10年）には建設省（当時）の公共建築百選に選定されている。シンボルマークは安野光雅のデザインで、横笛を吹くギリシア神話の牧神・パーンを象ったものである。
1986年（昭和53年）から1990年（平成2年）までは、司馬遼太郎が財団理事長を務めていた。

### 施設
東京・上野の国際子ども図書館（2000年開館、約40万点の資料を所蔵）を上回る約70万点の資料を所蔵・公開し、同種の施設としては日本最大の規模であった。また、研究施設としては児童文学のみならず漫画を含む広範な「子供の読み物」に関する調査研究を実施していた。
漫画単行本や漫画雑誌も少年漫画・少女漫画を中心に多数所蔵していたため、研究者や愛好家の間でも知名度が高く2008年（平成20年）には「貴重な資料を横断的に収集しており、職員の専門性とあいまってマンガ研究に欠かせない拠点である」として第12回手塚治虫文化賞特別賞を受賞している。
1階のこども室は小学生以下の利用者を対象に無料で開放されており、約3万冊の図書や紙芝居等を貸し出していた。2階の閲覧室は中学生以上を対象に閲覧を行っていた他、インターネットを通じた複写資料の請求受付やレファレンスサービスも行っていた。

### 資料の収集・保存
1984年に開館して以降、新刊を中心に年間約2万点の資料を出版社から無償で寄贈されていた。国立国会図書館法における納本制度のような義務に基づかない民間の自発的な協力による資料寄贈としては日本国内で最大の規模であった。また、出版社のみならず一般の利用者からも資料の寄贈を受け付けていた。
収集していた資料は児童文学を中心にライトノベル・絵本・紙芝居・漫画単行本（但し、中学生以下を主たる読者対象としているものに限る）・児童誌・漫画雑誌（単行本と同様）、またそれらに関連する同人誌や研究書等である。
貴重書としては「赤い鳥」「コドモノクニ」等の大正・昭和初期の児童誌や日本における児童文学の嚆矢とされる「こがね丸」を始めとする巖谷小波の著作、立川文庫初版本の全巻揃等が有る。この他、通常の書籍流通ルートに乗らず玩具として流通したものや「ぐりこえほん」のような菓子のおまけ等も存在する。
資料の保存に際しては「可能な限り刊行時の状態のまま保管する」ことを最優先とし、一般の図書館で広く実施されているフィルム装着式の補強や蔵書管理用のバーコード貼付、雑誌の複数号をまとめて製本する等の作業は行わない。散逸しやすい雑誌付録や通常は廃棄されることが多い表紙や帯・函・挟み込みのしおり・新刊案内・アンケート葉書等も可能な限り保存しており、岩波少年文庫のように刊行時期により装丁が異なるレーベルについても同一タイトルを装丁の種類別に収集している。単行本に関してはポリプロピレン製の透明カバーで保護している場合もあるが、これも表紙を外した状態を確認する際の支障とならないよう取り外しが可能になっている。

### 事業
1984年の開館時より日産自動車と共同で新人を対象とする児童文学賞「ニッサン童話と絵本のグランプリ」を開催していた他、児童文学に関する世界各国の優れた研究を表彰するため1986年、グリム兄弟（次男）生誕200周年及び大阪府立大手前高等学校開校100周年記念事業として同校の同窓会・金蘭会と共同で「国際グリム賞」を創設し、隔年（奇数年）で表彰を行っていた。
また、富士通東北システムズが開発する子供向けの読書支援検索サービス「ほんナビきっず」の研究に筑波大学図書館情報メディア研究科（旧・図書館情報大学）と共同で参加していた。

## 廃止・統合
2008年2月、大阪府知事の橋下徹は大阪府の厳しい財政再建問題の中で、国際児童文学館が所蔵する約70万点の図書資料を確実に保存・活用し、府民利用の向上と子どもの読書振興を図るためには、児童文学館を大阪府立中央図書館に移転することが適切と判断した。国際児童文学館の知名度の低さ、立地の不便さ、来館者が少ないことなどを理由に「マーケティングの観点から、場所は中央図書館のほうがいい。圧倒的に子供たちに見られる所へ移し、本を生かせるようにしたい」と主張した。
これに対し、館を運営する財団法人大阪国際児童文学館は一般の図書館とは目的が異なり児童文学に特化した文学館であるからこそ出版社から年間1万点の蔵書の寄贈を受けている点を始め、国際的に高い評価を受けているとして統廃合案に反対を表明。作家や研究者、日本マンガ学会、地元自治体である吹田市も統廃合案に反対を表明した。同年6月には、朝日新聞社が主宰する「手塚治虫文化賞」において「貴重な資料となるマンガや児童書の収集と、こども文化の総合的研究などの四半世紀に及ぶ活動」に対して「特別賞」が授与された。
大阪府教育委員会には同年6月9日までに8万5606筆の存続を求める署名が提出されたが、教育委員会は7月の臨時府議会で知事案に沿って2009年度中の早い時期に中央図書館との統廃合を実施する方針を表明した。なお、6月から7月にかけて実施された財政再建案に対するパブリックコメントでは統廃合案に反対が475件・賛成が17件であった。
同年9月6日、橋下は「勤務状況の評価」を目的として自身の私設秘書に命じ、館内の状況を無断で撮影させていたことを明らかにし「映像を見る限り、来場者を増やす努力を行っている形跡は全く見られない」と酷評、改めて統廃合案の正当性を強調すると共に1階のこども室で来場者の児童が漫画ばかり読んでいるとして「漫画図書館にでも改称すべきだ」とした。なお、児童文学館における漫画単行本・雑誌の所蔵資料全体に占める比率は蔵書全体の14％とされる。
2009年3月、橋下及び教育委員会の方針に対し、府議会では大阪府立国際児童文学館条例廃止を賛成多数で可決をした。
同館の廃止統合への流れが強まったことに対し、開館時に多数の資料を寄贈した児童文学者の鳥越信らが、寄贈した資料の返還を府に対し求め、橋下知事も「配慮したい」として、府教委に対して返還を検討するよう要請した。なお、鳥越信は国際児童文学館の総括専門員、常任理事を歴任し、寄贈者としての立場だけではなく、利用者が少ないと指摘される文学館を運営してきた責任者としての立場ももっている。
同館の廃止統合が決まった後の2009年3月16日、寄贈した鳥越信たち児童文学者ら29人は、寄贈資料約1,200点の返還を求め、大阪地裁に提訴したが、2011年8月26日、判決が下り、原告らの訴えは棄却された。その後、大阪高裁でも2013年9月5日に控訴棄却となった。さらに、最高裁が2014年9月4日に、大阪高裁判決を支持して、原告の上告を棄却し、原告敗訴が確定した。
2009年12月27日に閉館、2010年3月末に廃止され、児童書等の資料は中央図書館に移管され、2010年5月に大阪府立中央図書館国際児童文学館として再び公開されることとなった。

## 跡地決定
- 2023年2月に大阪府は万博記念公園内の事務所を移転させる方針を固めた。10年以上「塩漬け」状態が解消されることになる[20]。

## 歴代館長
1. 菅泰男
2. 中川正文
3. 向川幹雄

## 所在地・開館時間等
※以下は閉館前の情報である。
- 所在地：565-0826 大阪府吹田市千里万博公園10番地6号
- 開館時間：9時30分 - 17時（閲覧請求は16時まで）
- 休館日：毎週水曜日（祝日と重なる場合は翌日）、毎月末日（水曜日と重なる場合は前日）、12月28日 - 1月4日、特別整理期間（年間約15日）
- 入館料：無料（会議室・ホール等は別途）

### 交通
- 大阪高速鉄道国際文化公園都市モノレール線（彩都線）・公園東口駅下車徒歩7分
大阪モノレール線・万博記念公園駅下車の場合は公園内を通るため、入園料が必要。但し、1階こども室カウンターで申請すれば公園内を無料で通行するための「通行証」が交付される。

## 参考図書・文献
- 大阪府立国際児童文学館20年のあゆみ 1984〜2004（財団法人大阪国際児童文学館、2004年）